# Lasiosina minor
Lasiosina minor är en tvåvingeart som beskrevs av Seguy 1934. Lasiosina minor ingår i släktet Lasiosina och familjen fritflugor. Inga underarter finns listade i Catalogue of Life.